# Auguste Baud-Bovy
Auguste Baud-Bovy (Ginebra, 1848 — Davos, 1899) va ser un pintor suís.
Fortament influenciat per Jean-Baptiste Camille Corot, és un dels pintors més destacats de l'impressionisme a Suïssa.